# Alberto Valdés
 Alberto Valdés Ramos (Cidade do México, 25 de junho de 1919 - 14 de abril de 2013) foi um ginete e oficial mexicano, especialista em saltos, campeão olímpico. 

## Carreira
Alberto Valdés representou seu país nos Jogos Olímpicos de 1948, na qual conquistou a medalha de ouro nos saltos por equipes, em 1948.